# Большая Горская улица (Сестрорецк)
Больша́я Го́рская у́лица — улица в городе Сестрорецке Курортного района Санкт-Петербурга. Проходит от 1-й линии за Владимирский проспект до Горского кладбища. Является продолжением проспекта Красных Командиров.
Название появилось в начале XX века. Происходит от наименования поселка Горская. Рядом существует Малая Горская улица.
На участке между улицей Краснодонцев и Алексеевской улице по мосту пересекает Горский ручей.

## Перекрёстки
- 1-я линия / проспект Красных Командиров
- Улица Краснодонцев
- Алексеевская улица
- Улица Строителей
- Каугиевская улица
- проспект Муромцева
- Владимирский проспект